# Recompte de persones dormint al carrer
Un recompte de persones dormint al carrer és una fotografia del nombre de persones que dormen al carrer en un municipi determinat en una nit determinada.

## Històric de recomptes a Catalunya
| Any  | Municipi                 | Persones dormint al carrer | Persones dormint en recursos públics i privats | Total de persones sense llar | Organitzador                                                 |
| ---- | ------------------------ | -------------------------- | ---------------------------------------------- | ---------------------------- | ------------------------------------------------------------ |
| 2022 | Girona                   | 86                         |                                                |                              | Centre d’Acollida i Serveis Socials La Sopa                  |
| 2019 | Barcelona (cens)         | 1195                       |                                                |                              | Arrels Fundació                                              |
| 2019 | Sant Adrià de Besòs      | 19                         |                                                |                              | Ajuntament de Sant Adrià del Besòs                           |
| 2019 | Sabadell (+info)         | 7                          |                                                |                              | Taula Sensellarisme Sabadell                                 |
| 2019 | Tarragona (+ info)       | 70                         | 14                                             | 84                           | Xarxa d'Atenció Integral de Persones sense Llar de Tarragona |
| 2018 | Lleida                   | 55                         | 141                                            | 196                          | Ajuntament de Lleida                                         |
| 2018 | Barcelona                | 956                        | 2099                                           | 3055                         | Xarxa d'atenció a Persones Sense Llar de Barcelona           |
| 2018 | Badalona                 | 57                         | 74                                             | 131                          | Taula Sense Llar de Badalona                                 |
| 2018 | Sant Adrià de Besòs      | 16                         |                                                |                              | Ajuntament de Sant Adrià del Besòs                           |
| 2018 | Santa Coloma de Gramenet | 19                         |                                                |                              | Entitats i Ajuntament de Sant Adrià de Besòs                 |
| 2018 | Terrassa                 | 29                         | 23                                             | 52                           | Comissió de treball del sensellarisme a Terrassa             |
| 2017 | Barcelona                | 1026                       | 1954                                           | 2980                         | Xarxa d'atenció a Persones Sense Llar de Barcelona           |
| 2017 | Tarragona                | 49                         |                                                |                              | Ajuntament de Tarragona                                      |
| 2017 | Mataró                   | 40                         |                                                |                              | Entitats i Ajuntament de Mataró                              |
| 2017 | Sant Adrià de Besòs      | 16                         |                                                |                              | Entitats i Ajuntament de Sant Adrià de Besòs                 |
| 2016 | Barcelona                | 940                        | 1907                                           | 2847                         | Xarxa d'atenció a Persones Sense Llar de Barcelona           |
| 2016 | Lleida                   | 71                         | 124                                            | 195                          | Ajuntament de Lleida                                         |
| 2016 | Girona                   | 60                         | 124                                            | 184                          | Centre d'Acolliment i Serveis Socials “La Sopa”              |
| 2016 | Badalona                 | 39                         |                                                |                              | Entitats i Ajuntament de Badalona                            |
| 2016 | Sant Adrià de Besòs      | 31                         |                                                |                              | Entitats i Ajuntament de Sant Adrià de Besòs                 |
| 2016 | Reus                     | 4                          |                                                |                              | Ajuntament de Reus                                           |
| 2015 | Barcelona                | 892                        |                                                |                              | Arrels Fundació                                              |
| 2011 | Barcelona                | 838                        | 1258                                           | 2096                         | Xarxa d'atenció a Persones sense Llar de Barcelona           |
| 2008 | Barcelona                | 658                        | 1190                                           | 1848                         | Xarxa d'atenció a Persones sense Llar de Barcelona           |
| 2008 | Lleida                   | 70                         | 52                                             | 122                          | Ajuntament de Lleida                                         |

## Darreres xifres de recomptes
En la següent taula podem veure les darreres xifres de cada municipi on s'ha fet un recompte:
| Municipi                 | Any  | Persones dormint al carrer | Persones dormint en recursos públics i privats |
| ------------------------ | ---- | -------------------------- | ---------------------------------------------- |
| Girona                   | 2022 | 80                         |                                                |
| Barcelona (cens)         | 2019 | 1195                       |                                                |
| Barcelona                | 2018 | 956                        | 2099                                           |
| Sabadell (+info)         | 2019 | 7                          |                                                |
| Sant Adrià de Besòs      | 2019 | 19                         |                                                |
| Tarragona (+ info)       | 2019 | 70                         | 14                                             |
| Badalona                 | 2018 | 57                         | 74                                             |
| Santa Coloma de Gramenet | 2018 | 19                         |                                                |
| Terrassa                 | 2018 | 29                         | 23                                             |
| Lleida                   | 2018 | 55                         | 141                                            |
| Mataró                   | 2017 | 40                         |                                                |
| Reus                     | 2016 | 4                          |                                                |